# Rockstar (film)
Pour les articles homonymes, voir Rockstar.
Pour plus de détails, voir Fiche technique et Distribution.
Rockstar est un film de Bollywood réalisé par Imtiaz Ali sorti en 2011. Le rôle principal est tenu par Ranbir Kapoor et la vedette féminine est Nargis Fakhri, top modèle américain tandis que Shammi Kapoor y fait sa dernière apparition. Le film a été tourné en Inde (New Delhi), en Italie et en République tchèque.
La musique est composée par le célèbre A.R Rahman sur des paroles d'Irshad Kamil.

## Synopsis
Janardhan Jakkar (Ranbir Kapoor) est un jeune homme de condition modeste, asocial, un « bon à rien » qui est en mauvais termes avec ses parents. C'est aussi un musicien déterminé à accéder à la gloire, mais ses efforts restent vains. Réalisant que les plus grands musiciens ont en commun d'avoir un destin tragique, il décide de se lier à Heer, la plus belle fille de l'université, celle qui brise tous les cœurs afin de tirer son inspiration de la douleur.
Heer se marie, sa famille le jette à la rue et il ère dans les rues de Delhi où il fréquente des musiciens traditionnels. Il est repéré par un musicien classique qui lui obtient un contrat avec une maison de disque : Janardhan Jakkar devient Jordan, vedette adulée, anticonformiste et irritable.

## Censure
Lors d'une scène en présence du héros, qui interprète un hymne à la liberté, il apparaît des drapeaux du Tibet. La censure indienne a demandé qu'ils ne soient pas visibles. Ceux-ci ont été floutés. L'association Students for a Free Tibet a réagi en regrettant une telle censure dans la plus grande démocratie du monde.

## Fiche technique et artistique
- Titre : Rockstar
- Réalisateur : Imtiaz Ali
- Scénario : Imtiaz Ali
- Musique : A.R Rahman
- Parolier : Irshad Kamil
- Chorégraphie : Ashley Lobo
- Photographie : Anil Mehta
- Montage : Aarti Bajaj
- Cascades et combats : Giorgio Antonini et Mauro Aversano
- Production : Dhilin Mehta et Giulia Salvadori (Shree Ashtavinayak Cine Vision Ltd et Eros International et Warner Bros. Pictures)
- Langue : hindi
- Pays de production :  Inde
- Date de sortie : 11 novembre 2011
- Format : Couleurs
- Genre : drame romantique, film musical
- Durée : 159 minutes

## Distribution
- Ranbir Kapoor : Jordan
- Nargis Fakhri : Heer Kaul
- Shammi Kapoor : participation exceptionnelle
- Aditi Rao Hydari : Sheena
- Moufid Aziz : le mari de Heer Kaul
- Kumud Mishra : Khatana
- Piyush Mishra : Dhingra
- Shernaz Patel : Neena Kaul
- Sanjana Sanghi : Mandy

## Musique
Le film comporte 14 titres composés par A.R Rahman sur des paroles d'Irshad Kamil dont neuf sont interprétées par Mohit Chauhan. La bande originale est sortie le 30 septembre 2011. AR Rahman déclare que la plupart des morceaux sont interprétés à la guitares, comme le laisse supposer le titre du film, Rockstar.
| No  | Titre                                           | Artistes                                                                              | Durée |
| --- | ----------------------------------------------- | ------------------------------------------------------------------------------------- | ----- |
| 1.  | Phir Se Udd Chala                               | Mohit Chauhan                                                                         | 4:31  |
| 2.  | Jo Bhi Main                                     | Mohit Chauhan                                                                         | 4:35  |
| 3.  | Kateya Karoon                                   | Harshdeep Kaur (voix additionnelle : Sapna Awasthi)                                   | 3:59  |
| 4.  | Kun Fayakun                                     | A.R Rahman, Javed Ali, Mohit Chauhan                                                  | 7:53  |
| 5.  | Sheher Mein                                     | Mohit Chauhan, Karthik                                                                | 4:03  |
| 6.  | Hava Hava                                       | Mohit Chauhan (voix additionnelles : Viviane Chaix, Tanvi Shah, Suvi Suresh, Shalini) | 5:42  |
| 7.  | Aur Ho                                          | Mohit Chauhan, Alma Ferovic                                                           | 5:35  |
| 8.  | Tango For Taj                                   | -                                                                                     |       |
| 9.  | Tum Ko                                          | Kavita Krishnamurthy                                                                  | 5:48  |
| 10. | The Dichotomy of Fame                           | Balesh : shehnai, Kabuli : guitare                                                    |       |
| 11. | Naadaan Parindey                                | A.R Rahman, Mohit Chauhan                                                             | 6:26  |
| 12. | Tum Ho                                          | Mohit Chauhan, Suzanne D'Mello                                                        | 5:18  |
| 13. | Sadda Haq                                       | Mohit Chauhan, Orianthi Panagaris : guitare (chœur : Clinton Cerejo)                  | 6:05  |
| 14. | The Meeting Place (Inspirée d'un poème de Rûmî) | Ranbir Kapoor                                                                         | 1:13  |

## Récompenses
Colors Screen Awards
Meilleur acteur : Ranbir Kapoor

Meilleure musique : AR Rahman

Meilleur chanteur de play-back : Mohit Chauhan pour Sadda Haq
Zee Cine Awards
Meilleur acteur (prix du public) : Ranbir Kapoor

Meilleur réalisateur : Imtiaz Ali

Meilleur parolier : Irshad Kamil

Meilleur chanteur de play-back : Mohit Chauhan pour Jo Bhi Main

Meilleur monteur : Aarti Bajaj